# Filip Řeha
Filip Řeha, né le 12 mars 2001 à Jeseník, est un coureur cycliste tchèque. Il évolue au sein de l'équipe Elkov-Kasper depuis 2022.

## Biographie
En 2019, Filip Řeha devient vice-champion national de l'américaine juniors (moins de 19 ans). Il intègre ensuite l'équipe continentale Tufo-Pardus Prostějov en 2020. Toujours actif sur piste, il se classe deuxième de la poursuite par équipes et troisième du scratch aux championnats de République tchèque en 2021. Il obtient également de bons résultats sur route en terminant quatrième du Mémorial Henryk Łasak, ou encore septième de l'Okolo Jižních Čech en 2022.
Lors de la saison 2023, il se distingue en remportant le prologue puis le classement général du Grand Prix de Gemenc, sous les couleurs de la formation Elkov-Kasper,. Il finit par ailleurs deuxième du championnat de République tchèque du contre-la-montre dans la catégorie des espoirs.

## Palmarès et résultats

### Palmarès sur route
- 2023
  - Trofeo Cinelli
  - Grand Prix de Gemenc :
    - Classement général
    - Prologue

  - 2e du championnat de République tchèque du contre-la-montre espoirs
- 2024
  - Velká Bíteš-Brno-Velká Bíteš

### Classements mondiaux
| Année                                 | 2022  | 2023 | 2024  |
| ------------------------------------- | ----- | ---- | ----- |
| Classement mondial                    | 1123e | 791e | 1858e |
| UCI Europe Tour                       | 795e  | nc   | nc    |
|                                       |       |      |       |
| Légende : nc = non classéSource : UCI |       |      |       |

### Palmarès sur piste
- 2019
  - 3e du championnat de République tchèque de l'américaine juniors
- 2021
  - 2e du championnat de République tchèque de poursuite par équipes
  - 3e du championnat de République tchèque du scratch